# Just-in-time-Teaching
Just-in-time-Teaching (JiTT) ist eine aktivierende Lehrmethode, bei der sich der Inhalt einer Lehrveranstaltung an dem demonstrierten Vorwissen der Studierenden orientiert. Es handelt sich um eine besondere Form des Inverted Classroom.

## Allgemeine Beschreibung
Just-in-time-Teaching wurde in den späten neunziger Jahren als aktivierende Lehrmethode im Bereich der Physiklehre an der Indiana University-Purdue University Indianapolis und der United States Air Force Academy entwickelt. Kernelement der Methode ist die Anpassung von Lehrveranstaltungen an unmittelbar im Vorfeld ("just-in-time") gewonnene Erkenntnisse über den Wissensstand der Studierenden. In der Zwischenzeit hat sich die Methode über die Physik hinaus verbreitet. Der Begriff selbst ist verwandt zu Just-in-Time-Produktion, da auch hier Unterricht im Wesentlichen auf Verlangen oder nach Bedarf geliefert wird. Just-in-time-Teaching selbst ist Bestandteil anderer Lehrkonzepte, z. B. SCALE-UP oder Team-Based-Learning.

## Vorgehensweise
Unterrichtsstunden oder Vorlesungen werden normalerweise schon weit im Voraus vorbereitet und folgen einem vorgefertigten Lehrplan oder Skript. Befürworter von Just-in-time-Teaching (JiTT) argumentieren, dass dies Gefahr läuft, an den tatsächlichen Bedürfnissen und Herausforderungen der Studierenden vorbeizulaufen.
JiTT basiert auf einer Rückkopplungsschleife zwischen häufig webbasierten Lernmaterialien einschließlich Online-Fragen und dem Klassenzimmer oder Hörsaal. Die Online-Fragen bewegen sich dabei häufig auf einem niedrigen Bloom-Level (WarmUps und Puzzles genannt). Zusätzlich gibt es bisweilen noch Essays, in denen die Studierenden das neu Gelernte mit der „echten Welt“ verknüpfen sollen (GoodFors genannt). Die Studierenden bereiten sich so schon im Vorfeld auf den Unterricht vor, ähnlich zur Flipped-Classroom-Pädagogik.
Die Antworten der Studierenden werden dem oder der Dozierenden einige Stunden vor Unterrichtsbeginn übermittelt, zum Beispiel unter Nutzung einer Lernplattform, so dass er oder sie den Unterricht nach Bedarf anpassen kann. JiTT ermöglicht es dem oder der Dozierenden, eine interaktive, aktivierende Unterrichtsumgebung zu schaffen, in der aktives Lernen und kooperatives Problemlösen im Vordergrund stehen.

## Vorteile
Der Praxis werden im Wesentlichen drei Hauptvorteile zugeschrieben:
1. Durch die Verlagerung des „Content-Transfer“-Elements des Kurses auf die Vorbereitung vor der Klasse und die Konzentration der Unterrichtszeit auf kooperative Problemlösungen fördert JiTT die aktiven Lernansätze, die nachweislich das Lernen fördern.[4]
2. JiTT bietet den Studierenden strukturierte Gelegenheiten, neues Wissen aktiv aus vorherigem Wissen zu konstruieren. Diese Lerntheorie, die als „Konstruktivismus“ bezeichnet wird, wurde von Jean Piaget und anderen entwickelt und geht davon aus, dass Lernende neue Erkenntnisse auf vorhandenen Einstellungen, Erfahrungen und Wissen aufbauen. Bestehende Fehlkonzepte können die Entwicklung neuer, expertennäherer mentaler Modelle behindern. JiTT kann dazu beitragen, Fehlkonzepte und Vorwissen aufzudecken und die Unterrichtsaktivitäten auf die Elemente zu konzentrieren, die am meisten Aufmerksamkeit erfordern.
3. JiTT bietet zeitnahes Feedback. Es wird argumentiert, dass die besten Lernumgebungen bewertungsorientiert sind und dass eine formative Bewertung für die Lernenden besonders wertvoll ist, da sie ihnen die Möglichkeit bietet, ihr Denken vor einer summativen Bewertung (z. B. einer benoteten Prüfung) anzupassen oder zu klären.[5]